# 396
396（三百九十六、さんびゃくきゅうじゅうろく）は自然数、また整数において、395の次で397の前の数である。

## 性質
- 396は合成数であり、約数は 1, 2, 3, 4, 6, 9, 11, 12, 18, 22, 33, 36, 44, 66, 99, 132, 198, 396 である。
  - 約数の和は1092。
    - 95番目の過剰数である。1つ前は392、次は400。

  - 約数を18個もつ5番目の数である。1つ前は300、次は450。
- 104番目のハーシャッド数である。1つ前は392、次は399。
  - 18を基としたとき4番目のハーシャッド数である。1つ前は378、次は468。
- 3962 + 1 = 156817 であり、n2 + 1 の形で素数を生む57番目の数である。1つ前は386、次は400。(オンライン整数列大辞典の数列 A005574)
- 約数の和が396になる数は1個ある。(262) 約数の和1個で表せる80番目の数である。1つ前は381、次は398。
- 各位の和が18になる10番目の数である。1つ前は387、次は459。
- 各位の積が各位の和の9倍になる2番目の数である。1つ前は369、次は466。(オンライン整数列大辞典の数列 A062041)
- 396 = 22 + 142 + 142 = 62 + 62 + 182 = 102 + 102 + 142
  - 3つの平方数の和3通りで表せる55番目の数である。1つ前は377、次は404。(オンライン整数列大辞典の数列 A025323)
- 3桁以上の数で最大桁と最小桁で作る数で元の数を割り切れる47番目の数である。1つ前は390、次は400。(オンライン整数列大辞典の数列 A108343)
例．396 ÷ 36 = 11
  - 39…96 の形の数はすべて36の倍数である。(例．39…96 = 11…11 × 36)
- 396の各桁を組み合わせ2桁の数を作ると36, 39, 63, 69, 93, 96であるが、これらすべての数を加えると396になる。このような性質をもつ3番目の数である。1つ前は264、次は35964。(オンライン整数列大辞典の数列 A241754)
- 396 = 22 × 32 × 11
  - 3つの異なる素因数の積で p2 × q2 × r の形で表せる4番目の数である。1つ前は300、次は450。(オンライン整数列大辞典の数列 A179643)
- 396 = 202 − 4
  - n = 20 のときの n2 − 4 の値とみたとき1つ前は357、次は437。(オンライン整数列大辞典の数列 A028347)
  - 396 = 202 − (4 + 0 + 0)
    - n = 20 のときの n2 とその各位の和との差とみたとき1つ前は351、次は432。(オンライン整数列大辞典の数列 A224977)

## その他 396 に関連すること
- ジョーエット(USS Jouett, DD-396)は、アメリカ海軍の駆逐艦。
- ジャンセン(USS Janssen, DE-396)は、アメリカ海軍の護衛駆逐艦。
- ロンクィル (USS Ronquil, SS-396) は、アメリカ海軍の潜水艦。
- アラド Ar 396は、第二次世界大戦時のドイツ空軍の試作練習機。